# Barszcz z rurą

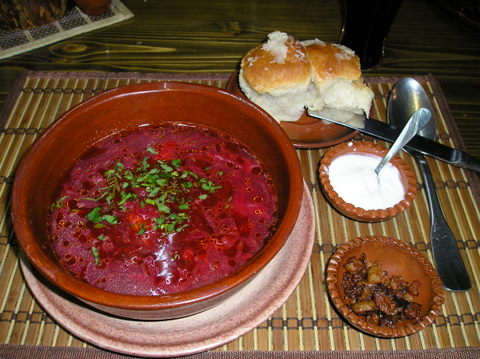
Barszcz czerwony zakwaszany i zabielany

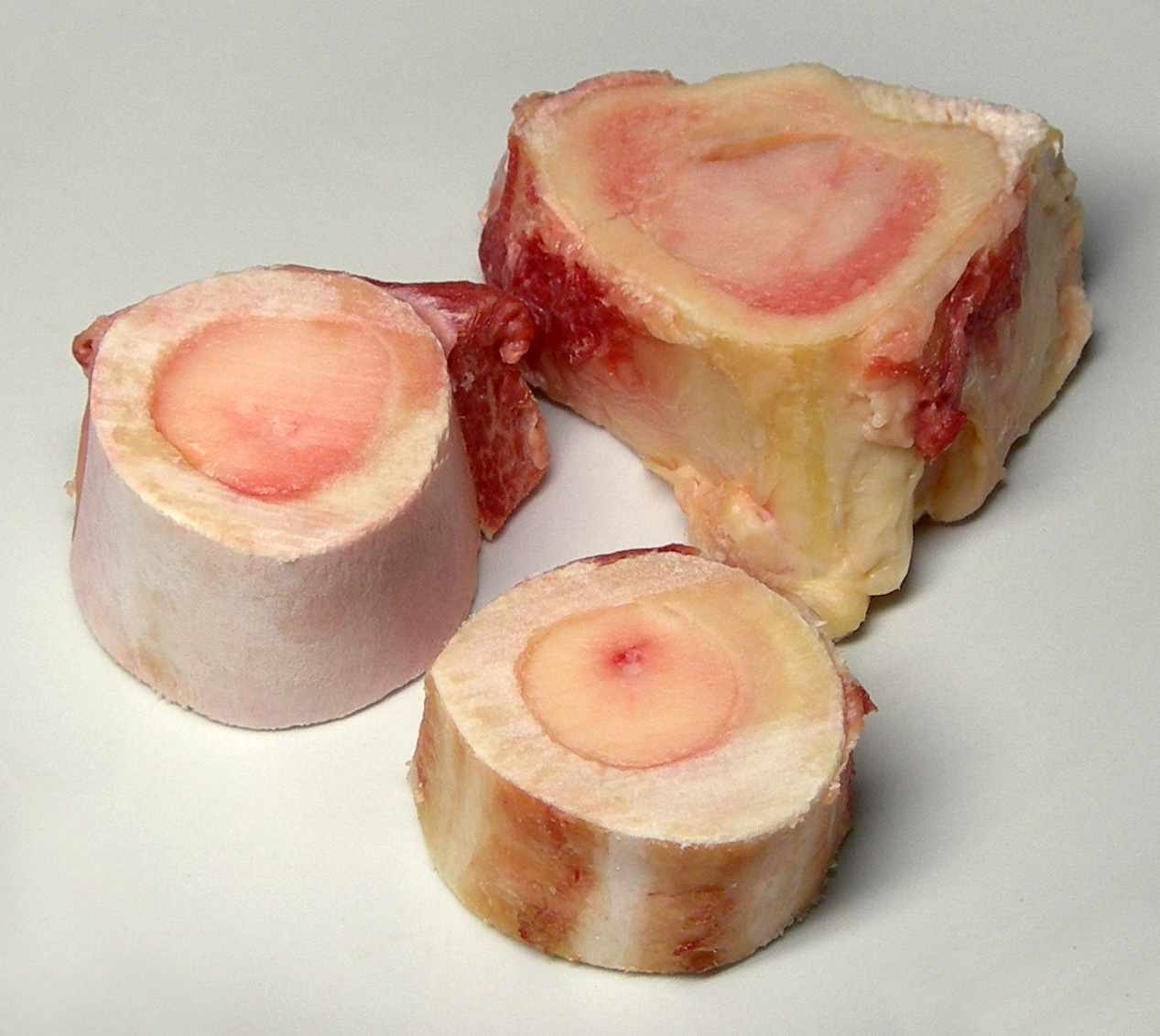
Kości ze szpikiem - rura

Barszcz  z rurą – zakwaszany  barszcz z czerwonych buraków, zabielany śmietaną i mąką, lub czysty, gotowany na wywarze z mięsa wieprzowego, warzyw i kości szpikowych. 

## Przygotowanie
Czerwone buraki pokrojone w cienkie słupki, są gotowane razem z mięsem i warzywami. Po ugotowaniu wywar zostaje przecedzony i dodane do niego; zakwas z czerwonych buraków, pokrojona w plasterki kiełbasa, ugotowane uprzednio w wywarze buraki, mięso pokrojone w kostkę i kości. Całość jest gotowana jeszcze około dwie godziny. Pół godziny przed ugotowaniem kości szpikowe zostają wyjęte i odłożone aby wystygły. Ugotowany barszcz w razie potrzeby zostaje doprawiony do smaku ponownie zakwasem z buraków oraz solą i pieprzem, dodana śmietana wymieszana z mąką,  i całość krótko zagotowana. Do zupy zostaje dodany szpik z kości i zostaje podany z ziemniakami, lub w innej wersji z posmarowanymi nim grzankami.